# Uniwersytet Semmelweisa w Budapeszcie
Uniwersytet Semmelweisa w Budapeszcie (węg. Semmelweis Egyetem) – państwowa medyczna szkoła wyższa z główną siedzibą w Budapeszcie na Węgrzech.
Za datę powstania uczelni przyjmuje się 7 listopada 1769, kiedy Maria Teresa Habsburg utworzyła Wydział Medycyny na Uniwersytecie w Nagyszombat (obecnie Trnawa). W 1777 uniwersytet został przeniesiony do Budy, a w 1784 do Pesztu.
W latach 70. XIX wieku Wydział Medyczny został znacznie rozbudowany, centralną osią kompleksu składającego się z klinik, administracji oraz ogrodu botanicznego stała się ulica Üllői út. 
W 1868 język węgierski stał się oficjalnym językiem wykładowym. W 1895 dopuszczono kobiety do studiowania medycyny i farmacji, zjawisko to upowszechniło się w czasie I wojny światowej, kiedy wielu mężczyzn zostało wcielonych do armii Austro-Węgier. W 1944, w czasie II wojny światowej, władze planowały ewakuować Wydział Medyczny do Niemiec, ale powiodło się to jedynie częściowo. Podczas oblężenia Budapesztu budynki i wyposażenie uczelni zostały w znacznym stopniu zniszczone.    

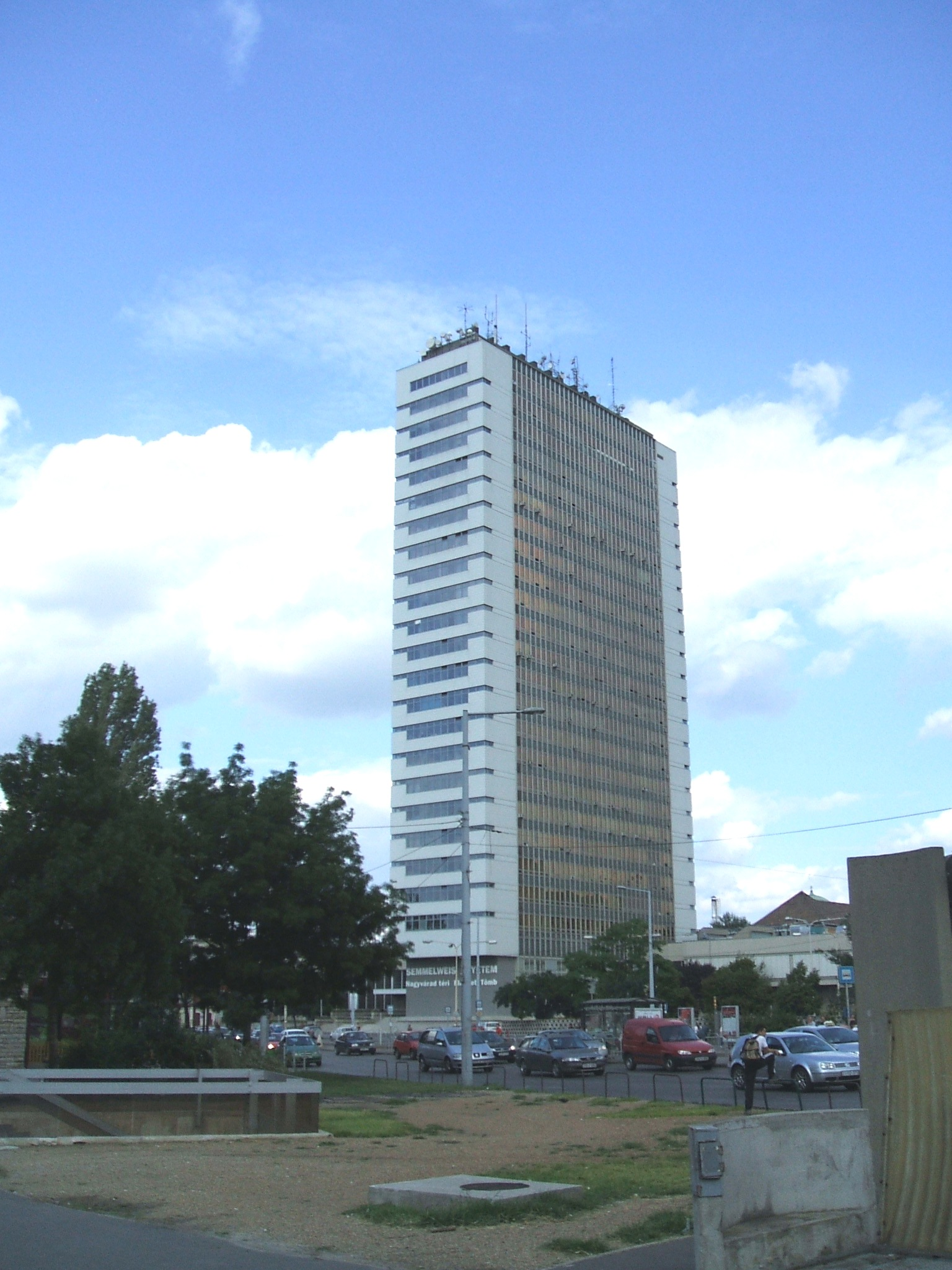
Wybudowany w 1976 89-metrowy budynek z pomieszczeniami naukowo-dydaktycznymi

Od 1921 uczelnia funkcjonowała pod nazwą Uniwersytet Pétera Pázmánya. W 1950 została zreorganizowana i podzielona na Uniwersytet Loránda Eötvösa oraz Katolicki Uniwersytet Pétera Pázmánya. W 1951 Wydział Medycyny został przekształcony w Budapeszteński Uniwersytet Medyczny (Budapesti Orvostudományi Egyetem), do uczelni przyłączono kilka szpitali, przekształcając je w kliniki. W 1969 patronem uczelni został Ignaz Semmelweis. Jako Uniwersytet Medyczny im. Semmelweisa (Semmelweis Orvostudományi Egyetem) uczelnia funkcjonowała do 2000, w którym została połączona z Uniwersytetem Nauk o Zdrowiu im. Imre Haynala (Haynal Imre Egészségtudományi Egyetem) oraz Akademią Wychowania Fizycznego (Testnevelési Egyetem). Ta ostatnia funkcjonowała jako wydział do 2014, po czym ponownie została usamodzielniona. 

## Wydziały
- Wydział Stomatologii
- Wydział Zdrowia i Usług Publicznych
- Wydział Nauk o Zdrowiu
- Wydział Medyczny
- Wydział Farmaceutyczny

## Źródła
- Historia na stronie uczelni